# Maximilien de Robespierre
Maximilien-François-Marie-Isidore de Robespierre (n. Arràs, 6 de maig de 1758 - París, el 10 de termidor de l'any II o 28 de juliol de 1794) fou un polític francès durant la Revolució, que tingué un paper destacat en els primers anys de la República.
De família noble, va estudiar a l'institut Louis-le-Grand de París i esdevingué advocat; fou
influït en la seva joventut pels enciclopedistes i per Rousseau. Durant la Revolució simbolitzà les tendències democràtiques però també del Terror. Els seus seguidors l'anomenaven l'Incorruptible, mentre que els seus detractors el consideraven un dictador sanguinari.
Fou un membre destacat del Comitè de Salvació Pública durant el període del Regnat del Terror. Arrestat el 1794, va ser executat a la guillotina. El seu cos i els dels seus vint-i-un partidaris van ser esquarterats.

## Primers anys
Els avantpassats paterns de Robespierre havien estat notaris al petit poble de Carvin, prop d'Arràs. L'avi patern s'establí com a advocat a Arràs; François, el pare de Robespierre, també fou advocat.
François de Robespierre va conèixer Jacqueline Marguerite Carraut, amb qui es va casar el 1758 estant ella embarassada. Fou d'aquesta relació prematrimonial que nasqué Maximilien. El 1764, Jacqueline Marguerite Carraut va morir de part.
El 1769, gràcies a una recomanació del bisbe, Maximillien de Robespierre va obtenir una beca per estudiar a l'institut Louis-le-Grand de París, on va aprendre a admirar -i a idealitzar- la República Romana, com també a apreciar la retòrica de Ciceró, Cató el Vell i d'altres figures clàssiques. Entre els seus companys d'estudi, hi hagué Camille Desmoulins i Stanislas Fréron. En aquesta època també va ser influenciat pel pensament de Rousseau. En aquells temps Robespierre estava molt interessat en la idea de virtuositat: un home sol, acompanyat i guiat només per la seva consciència.
Poc després de la seva coronació, Lluís XVI va visitar el Louis-le-Grand. Robespierre, que només tenia disset anys, fou elegit entre els cinc-cents alumnes de l'instituciò per pronunciar el discurs de benvinguda al rei. Aquell dia, Robespierre i tot el grup van estar-se esperant el rei i la reina durant unes quantes hores sota la pluja. Tanmateix, en arribar la parella reial no va sortir de la seva carrossa per a la cerimònia i va marxar immediatament.
Acabada la carrera de Dret, el 1781 Robespierre fou admès en un bufet d'advocats d'Arràs. Louis François Marc Hilaire de Conzié, bisbe d'Arràs, el va nomenar jutge criminal al tribunal de la diòcesi el març de 1782, càrrec del qual dimití al cap de poc per no haver de pronunciar una sentència de mort. Aviat, Robespierre va esdevenir un advocat d'èxit que, principalment, defensava els pobres. En les seves intervencions als tribunals sovint invocava els principis de la Il·lustració.
Més tard va interessar-se per la literatura i per qüestions socials, amb la qual cosa esdevingué un dels millors escriptors i dels homes més ben considerats d'Arràs. Pel desembre de 1783, fou elegit membre de l'acadèmia d'Arràs, a les reunions de la qual assistí regularment. El 1784, obtingué una medalla de l'acadèmia de Metz pel seu assaig sobre si els parents d'un criminal condemnat havien de compartir la seva desgràcia. Robespierre i Pierre Louis de Lacretelle, un advocat i periodista de París, van repartir-se el premi. D'altres assaigs posteriors de Robespierre no van tenir pas tant d'èxit però, malgrat tot, va conservar la seva popularitat a la societat literària i musical d'Arràs, coneguda amb el nom de "Rosati," de la qual Lazare Carnot també en fou membre.

## La Monarquia Constitucional
El 1788 Robespierre va exposar al seu assaig Adresse à la nation artésienne que!si s'elegien de la manera tradicional, els Estats Generals no podien representar pas el poble de França. L'any següent va començar a destacar en política amb el seu Avis aux habitants de la campagne (Arràs, 1789), gràcies al qual va aconseguir el suport dels electors del camp, que li va permetre sortir elegit cinquè diputat del Tercer Estat d'Artois als Estats Generals. Quan va arribar a Versalles, Robespierre era un personatge no gaire conegut, però aviat esdevingué membre de l'Assemblea Nacional que es transformà en Assemblea Constituent, on proposà moltes idees per a la Declaració de Drets de l'Home i del Ciutadà, sovint amb gran èxit. Dins de l'Assemblea, esdevingué el segon líder del petit grup d'extrema esquerra, després de Pétion de Villeneuve, 
Mentre l'Assemblea Constituent s'ocupava d'elaborar una constitució, Robespierre va deixar l'assemblea d'advocats de províncies i de la burgesia rica per apropar-se al poble de París. Així, aviat va introduir-se a la nova Societat d'Amics de la Constitució, coneguda com el Club dels Jacobins, que en un principi era un grup de diputats bretons però que, quan l'Assemblea es traslladà a París, va passar a admetre dirigents de la burgesia parisenca. Posteriorment, hi foren també admesos sectors de la menestralia de París, entre els quals Robespierre va trobar els seus seguidors.
Quan els rics burgesos de París i els diputats de dretes van deixar el Club el 1789, va minvar-hi la influència dels antics dirigents com ara Barnave, Duport o Alexandre de Lameth. Quan aquests sectors, espantats pel curs que prenia la Revolució, van fundar el club dels Feuillants el 1791, l'esquerra, incloent-hi el grup de Robespierre, va passar a dominar el club dels jacobins.
El 15 de maig de 1791 Robespierre aconseguí que fos aprovada la moció que cap dels diputats de la Constituent fos elegit en la següent assemblea.
Després de la fugida a Varennes, al club dels jacobins Robespierre va declarar-se "ni monarchiste ni républicain" una declaració bastant radical perquè aleshores gairebé ningú no es declarava republicà. El 30 de setembre de 1791, després de la dissolució de l'Assemblea Constituent, el poble de París coronà Pétion i Robespierre com als dos patriotes incorruptibles en honor de la puresa dels seus principis, les seves modestes condicions de vida i el seu rebuig als suborns. Poc després, Robespierre va visitar Arràs, on tingué una rebuda triomfal. Pel novembre tornà a París per ocupar-hi el càrrec de fiscal.
Pel febrer de 1792, Jacques Pierre Brissot, un dels caps dels Girondins a l'Assemblea legislativa, va proposar que França declarés la guerra a Àustria. Marat i Robespierre s'hi van oposar perquè temien la possibilitat d'una militarització que afavorís les forces reaccionàries. Robespierre estava convençut que l'estabilitat interna del país era molt més important i, a més, començava a sospitar de l'existència de traïdors i contrarevolucionaris amagats entre el poble. A causa de la seva oposició a la guerra, va començar la rivalitat de Robespierre amb els girondins. Per l'abril de 1792 va començar a editar el diari Le Défenseur de la Constitution, on es defensava de les acusacions que li feien els girondins. Per altra banda, a causa de la seva popularitat i de la seva reputació de virtuós, els dirigents de la Comuna de París van estar contents de tenir-lo de la seva banda.

## La Convenció Nacional

### Montagnards
El 16 d'agost de 1792, sis dies després de l'assalt al Palau de les Teuleries que va dur a la suspensió de Lluís XVI, Robespierre va presentar la petició de la Comuna de París a l'Assemblea Legislativa demanant l'establiment d'un tribunal revolucionari i la reunió d'una Convenció Nacional. Poc després, gràcies a la seva popularitat, malgrat que se'l volgués acusar de no haver intentat aturar les matances del 2 de setembre, fou elegit primer diputat per París a la Convenció. Com que, a les reunions de la Convenció, Robespierre i els seus seguidors acostumaven a seure als escons de dalt, la seva facció fou animenada dels montagnards, és a dir, dels muntanyencs. Les altres faccions eren la dels Girondins i les de la Planura, formada per independents.
Aviat els girondins atacaren Robespierre a la Convenció. El 26 de setembre de 1792, el girondí Marc-David Lasource va acusar-lo d'aspirar a instaurar una dictadura. Posteriorment, va córrer el rumor que Robespierre, Danton i Marat volien esdevenir triumvirs. El 29 d'octubre, Louvet de Couvrai va atacar Robespierre amb un discurs, potser escrit per Madame Roland, que Robespierre va respondre el 5 de novembre denunciant els projectes federalistes dels girondins.

### El Procés contra Lluís XVI
Durant el mes de desembre de 1792, els debats de la Convenció giraren al voltant del procés contra Lluís XVI. Malgrat que anteriorment s'havia mostrat contrari a la pena de mort, Robespierre es va pronunciar a favor de l'execució del rei. Segons ell, si calia prendre-li la vida a algú per salvar la República, no hi havia pas alternativa. Al seu discurs del 3 de desembre va dir: 
Això no és pas un judici. Lluís no és pas un presoner davant d'un tribunal; vosaltres no sou pas jutges. Vosaltres sou -no ho podeu ser però ho sou- estadistes, i els representants de la nació. No heu pas d'emetre una sentència a favor o en contra d'un home, sinó que heu de prendre una decisió en una qüestió de seguretat pública, i decidir en una qüestió d'àmbit nacional. És amb recança que pronuncio la fatal veritat: Lluís ha de morir abans que un centenar de milers de virtuosos ciutadans. Lluís ha de morir perquè el país pugui viure. 
Segons Robespierre, com que havia traït el poble quan va intentar fugir i, en primer lloc, per haver estat rei, Lluís XVI representava un perill per a l'estat com a element unificador dels enemics de la República.

### La caiguda dels Girondins
Després de l'execució de Lluís XVI (21 de gener de 1793), va créixer la influència de Robespierre i Danton a expenses dels girondins, els quals, a més, trencaren relacions amb Danton, amb la qual cosa el govern quedà encara més dividit.
Pel maig de 1793, per ordre de Danton i Robespierre, Desmoulins va publicar la seva Histoire des Brissotins, una elaboració del seu anterior article Jean-Pierre Brissot, démasqué, on s'atacava durament Brissot i els girondins. Maximin Isnard declarà que París havia de ser destruït si s'alçava contra els diputats de províncies. Al Club dels Jacobins, Robespierre va fer una crida a la insurrecció moral contra els diputats corruptes. El 2 de juny de 1793, una multitud armada per la Comuna de París va assaltar la Convenció i hi arrestà trenta-un diputats girondins, acusant-los d'activitats contrarevolucionàries.

### El Terror
Després de la fi de la Monarquia, França va patir més motins de subsistència, insurreccions populars i actes de traïció. Calia establir un govern fort per vèncer el caos. L'11 de març de 1793 s'establí un tribunal revolucionari a París. El 6 d'abril els nou membres del Comitè de Salut Pública substituïren el més ampli Comitè de Defensa General. El 27 de juliol, la Convenció designà Robespierre membre del Comitè, el qual va començar a dirigir la política interior del país.
Els discursos de Robespierre a la Convenció demostren que ell creia que el Terror era necessari, lloable i inevitable; segons ell, el terror polític i la virtut eren dues coses necessàriament inseparables. Així, a principis de febrer de 1794 declarà:
Si la virtut és la font del govern popular en temps de pau, la font d'aquest govern durant una revolució és la virtut combinada amb el terror: virtut sense la qual el terror és destructiu, terror sense el qual la virtut és impotent. El Terror no és més que justícia, ràpida, severa i inflexible; és, doncs, una emanació de la virtut; no és pas un principi diferent sinó més aviat una conseqüència del principi general de la democràcia, aplicat als més peremptoris desitjos del país. (...) En una revolució, el govern és el despotisme de la llibertat contra la tirania 
Robespierre creia que el Terror era el moment de descobrir i desemmascarar l'enemic dins de París, dins de França, l'enemic amagat sota la seguretat d'una aparença de patriotisme.
Durant l'hivern de 1793-1794, una majoria del Comitè va decidir que calia eliminar els seguidors d'Hébert perquè si no s'imposarien dins del comitè gràcies a la seva influència a la Comuna de París. Robespierre era contrari a Hébert pel seu ateisme i per la seva set de sang, característiques que trobava comparables a les de la noblesa. Fent cas d'un suggeriment de Danton, Camille Desmoulins va denunciar el Terror al tercer número de Le Vieux Cordelier (Robespierre havia llegit i aprovat els dos números anteriors).
Entre el 13 de febrer i el 13 de març de 1794, Robespierre va estar absent de la vida pública a causa d'una malaltia. Durant aquest temps va decidir que la fi del Terror significaria la pèrdua del poder polític que esperava usar per crear la República de la Virtut. Aleshores, va trencar amb Danton, a causa de les seves postures moderades, i s'uní als atacs tant contra els dantonistes com contra els hébertistes, acusant-los a tots de tenir tractes amb les potències estrangeres. El 15 de març, Robespierre va tornar a la Convenció. El dia 19, Hébert i dinou dels seus seguidors foren arrestats i el dia 24 guillotinats. El 30 de març, Danton, Desmoulins i els seus seguidors foren arrestats, jutjats el 2 d'abril i guillotinats el dia 5.
Després de l'execució de Danton, Robespierre va intentar desenvolupar les seves pròpies polítiques. Va usar la seva influència al club dels jacobins per dominar la Comuna de París on dos seguidors seus, Jean-Baptiste Fleuriot-Lescot i Claude-François de Payan, foren nomenats president i procurador respectivament. Per influir en l'exèrcit, comptà amb Saint-Just, a qui envià en missió cap a la frontera. A més, per tal d'assegurar-se la continuïtat del Terror, el seu aliat al Comitè Couthon va fer aprovar el 10 de juny la dràstica llei del 22 de Pradial, sota la qual el Tribunal Revolucionari va esdevenir un simple tribunal d'execució sense necessitat de testimonis. Fins a la caiguda de Robespierre, foren executades 1.285 persones tan sols a París.
Robespierre volia reformar espiritualment França a partir de les seves creences deistes. Així, el 7 de maig de 1794 va fer aprovar per la Convenció un decret que establia el culte a l'Ésser Suprem, una noció basada en les idees que Rousseau havia exposat a El Contracte Social. En honor de l'Ésser Suprem es va fer una celebració el 8 de juny en la qual, com a president de la Convenció, Robespierre hi pronuncià un discurs, en el qual marcà les diferències entre l'Ésser Suprem i el Déu del cristianisme:
No és Ell, la mà immortal del qual, gravant en el cor de l'home el codi de la justícia i de la igualtat, ha escrit la sentència de mort contra els tirans? No és Ell, qui, des del principi dels temps, va decretar per a totes les èpoques i tots els pobles llibertat, bona fe i justícia? Ell no va crear pas reis per devorar la raça humana. Ell no va crear pas capellans per junyir-nos, com vils animals, als carros dels reis i per donar exemple al món de baixesa, orgull, perfídia, avarícia, corrupció i falsedat. Ell va crear l'Univers per demostrar El Seu poder. Ell va crear els homes per ajudar-se els uns als altres, per estimar-se mútuament, i per aconseguir la felicitat mitjançant la virtut. 

## Caiguda
El dia 8 de Termidor de l'any II (26 de juliol de 1794), Robespierre va pronunciar un discurs de dues hores a la Convenció en el qual, a més de defensar-se d'acusacions de tirania i dictadura, va avisar que s'estava produint una conspiració contra la República, en la qual hi estarien implicats membres de la Convenció, dels quals, malgrat que se li va demanar, no en donà pas els noms. Aquells diputats que es donaren per al·ludits provaren d'evitar que el discurs s'imprimís, i va iniciar-se un agre debat fins que Bertrand Berèreput va obligar a acabar-lo. Després, al vespre, Robespierre va pronunciar aquest mateix discurs al club dels jacobins on fou molt ben rebut.
L'endemà, Saint-Just va encetar un discurs en suport a Robespierre, però poc després d'haver començat a parlar fou interromput per Jean-Lambert Tallien. Mentre van començar les acusacions, Saint-Just va romandre en silenci, una cosa gens habitual en ell. Llavors, Robespierre va intentar anar a la tribuna a parlar però el van fer callar. Poc després, un diputat va demanar que l'arrestessin i un altre, Marc Guillaume Valdiergave va escarnir-lo. Quan un diputat va adonar-se de la incapacitat de Robespierre per respondre, va cridar "la sang de Danton l'ofega".
La Convenció va ordenar l'arrest de Robespierre, Couthon, Saint-Just, Le Bas i Hanriot. Ara bé, tropes de la Comuna van arribar per alliberar els presoners. En resposta, la Convenció cridà l'exèrcit de Barras. Aleshores Hanriot ordenà les tropes de la Comuna de retirar-se cap a l'ajuntament, on es van refugiar Robespierre i els seus seguidors. La Convenció va declarar-los proscrits, amb la qual cosa podien ser executats en vint-i-quatre hores sense judici. Segons va anar avançant la nit, les tropes de la Comuna abandonaren l'Ajuntament. Cap a les dues de la matinada, les tropes de Barras s'acostaren a l'Ajuntament. Llavors el germà de Robespierre, Augustin, va llençar-se per una finestra. A Couthon el van trobar ajagut en un sofà desfet per la seva caiguda. Le Bas va suïcidar-se. I Robespierre va intentar engegar-se un tret però un oficial l'agafà pel braç i el tret li va trencar la mandíbula, cosa que el va deixar sense poder parlar. Malgrat que s'acostuma a admetre que Robespierre es va disparar a si mateix, un gendarme anomenat Charles-André Merda va afirmar haver premut ell el gallet. Saint-Just no va fer cap intent de suïcidi ni va provar d'amagar-se. Hanriot va intentar amagar-se però fou descobert. L'endemà, 10 de Termidor de l'any II (28 de juliol de 1794) tots foren executats a la guillotina.
L'historiador Albert Soboul defensa la figura de Robespierre considerant moltes de les seves mesures necessàries per a la defensa de la Revolució. El retret que comunament se li fa a Robespierre és la persecució dels Hébertites i d'altres radicals.